# Етрускерија
Етрускерија или етрускоманија је феномен италијанске културе настао у 18. веку. Реч је о опсесији етрурским народом, прекомерној радозналости за порекло, језик и обичаје Етрураца. Главни експоненти „етрускоманије“ били су монсињор Марио Гварначи ди Волтера, Антон Франческо Гори, Ђовани Марија Лампреди, Ђовани Лами, Ђован Батиста Пасери.
Овај ерудитски занос, који је сматран разорном „манијом“ италијанске културе, охладио се захваљујући раду научника као што су Луиђи Ланци, Јохан Винкелман и Карл Отфрид Милер.

## Историја
Феномен је настао публикацијом De Etruria Regali шкотског хуманисте Томаса Демпстера, која је написана по наруџби Козима II Медичија у 17. веку. Демпстеров рад, међутим, није одмах објављен, јер није добио потребно одобрење за штампање од Козима. У наредном веку, један други Енглези, библофил Томас Коук, будући гроф Лестера, купио је Демпстеров спис, до ког је у међувремену дошао фирентински писац, Антон Марија Салвини. Коук је одлучио да га објави. Издање је приредио Филипо Буонароти. Ова књига је код Енглеза побудила интересовање за Етрурце. Касније током 18. века побудила је интересовање и код италијанских и страних научника.